# Leiberg (Bad Wünnenberg)
Leiberg ist ein Teil der neu gebildeten Stadt Bad Wünnenberg im Kreis Paderborn in Nordrhein-Westfalen. Der Stadtteil hat eine Grundfläche von 16,02 km².
Das einstige Haufendorf liegt am südwestlichen Rand des Sintfeldes. Der ursprüngliche Dorfkern mit Kirche befindet sich hoch über dem Aftetal, parallel zu den benachbarten Orten Bad Wünnenberg und Fürstenberg, am Rande der Paderborner Hochfläche. Ein zweiter, älterer Ortsteil befindet sich unterhalb, an der Mündung des Empertals in das Aftetal.

## Geschichte
Die Siedlungsgeschichte des Raumes Leiberg reicht weit über die Entstehungszeit des heutigen Dorfes zurück. Bereits im 9. Jahrhundert ist der Ort Andepen erwähnt, dessen Kirchenstelle heute noch in Relikten zu erkennen ist (etwa ein Kilometer südöstlich der heutigen Kirche am linken Afteufer, etwa 25 m über dem Talniveau). Zu dieser mittelalterlichen Kirchensiedlung Andepen gehörte auch bereits eine Mühlenstelle an der Mündung des Empertalbaches in die Afte. Während am Ende des Mittelalters die Kirchenstelle auf Dauer wüst fiel, wurde die Andeper Mühlenstelle wiederbesiedelt und insgesamt zu einem Teil des neuzeitlichen Dorfes Leiberg (genannt „das Bruch“ im Gegensatz zu „dem Dorf“ auf dem Berg). Das Andenken an die mittelalterliche Siedlung ist bis heute lebendig geblieben. Man spricht noch von der alten Andeper Mühle wie auch von der Andeper Kirche. Der Ortsname Andepen lebt auch in der Bezeichnung Empertal (= Andeper Tal) fort, der Empertalbach wird im Ort „Olweke“ (= Olde Beke, Alter Bach) genannt, oder einfach „die Beke“ (= der Bach).
Auch die Burganlage im Leiberger Wald, auf einem Bergsporn 1900 m südlich von Leiberg, soll aus dem Frühmittelalter stammen.
Der eigentliche Kern des heutigen Dorfes entstand erst im Jahre 1490, als am rechten Aftetalrand 60 m über dem Bachbett der Leyberch von den Herren von Westphalen kultiviert und besiedelt wurde. Nach Fürstenberg im Jahre 1449 handelt es sich dabei um die zweite gezielte Siedlungsneugründung dieses lokalen Adelsgeschlechts am Ende des Mittelalters.
Kirchlich wurde Leiberg der Pfarrei Wünnenberg zugewiesen, bei der es bis zur Abpfarrung im Jahr 1921 blieb.
Der zwischen beiden Ortsteilen liegende Hang ist in den letzten Jahrzehnten immer stärker mit Häusern bebaut worden, so dass die zwei  Entstehungspole Leibergs aus Mittelalter und Frühneuzeit eine Verknüpfung erfahren haben. Durch weitere Neubausiedlungen hat sich der Ort nach dem Zweiten Weltkrieg auch auf das linke Afteufer ausgedehnt (sog. „Försterbergsiedlung“ sowie die Wochenendhaussiedlung auf dem Nollen).
Die Neugründung nahm bald einen ungewöhnlichen Bevölkerungsaufschwung. Als im Jahr 1635 in Leiberg die Pest wütete, war der Ort bereits so groß, dass er – der Überlieferung nach – 400 Menschen durch die Seuche verlieren konnte. Das damalige Ereignis der Pestseuche, für das es im übrigen Kreisgebiet keine nachweisbaren Parallelen gibt, hat in Leiberg sowie den Nachbarorten ein starkes geschichtliches Andenken hinterlassen. So ist der sogenannte Pestfriedhof mit seinem Pestkreuz heute die kulturgeschichtliche Attraktion Leibergs. Dieser Ort, der etwa 2,3 km südlich der jetzigen Kirche liegt, wurde für die Bestattung der Pesttoten auserwählt, weil der zuständige Kirchhof in Wünnenberg die Leichenmassen nicht aufnehmen konnte. Das Sandsteinkreuz mit einer zeitgenössischen Inschrift kündet bis heute von dem Schreckensjahr 1635. Zum Gedenken dieser Toten führt einmal im Jahr zu Pfingsten eine Prozession von Leiberg aus zum Pestfriedhof. Der Gedenktag des hl. Bartholomäus (24. August) war der Überlieferung nach der Tag, an dem die Pest vorüber war, so dass dieser Tag in Leiberg als Feiertag begangen wurde und teilweise auch noch wird. So war im Ort selbst arbeitsfrei, Verwandte kamen zu Besuch nach Leiberg und es gab auch eine Art Kirmes.
Die Auswahl dieser Begräbnisstätte  war keineswegs wahllos erfolgt: Als man sich in Leiberg im Jahr 1635 nach einem geeigneten Begräbnisplatz umsah, erinnerte man sich der seit Jahren verfallenen Kapelle Vornholz, von der noch einige Reste erhalten waren. Diese Stelle war der Platz der mittelalterlichen Siedlung Fornholte, die am Ende des Mittelalters auf Dauer wüstgefallen war. Sie wurde somit, auch im Bewusstsein der Bevölkerung, zum neuzeitlichen Pestfriedhof. Die Erinnerung an die Bestattung der Pesttoten des Jahres 1635 hat die Vorstellung von der älteren Siedlung zurückgedrängt.
Leiberg gehörte bis zu den Napoleonischen Kriegen zum Amt Wünnenberg im Hochstift Paderborn. Im Königreich Westphalen bildete der Ort von 1807 bis 1813 eine Gemeinde im Kanton Wünnenberg des Departements der Fulda. 1816 kam die Gemeinde Leiberg zum neuen Kreis Büren, in dem sie zum Amt Wünnenberg gehörte. Mit Inkrafttreten des Sauerland/Paderborn-Gesetzes am 1. Januar 1975 wurde Leiberg in die Stadt Wünnenberg eingegliedert.

### Einwohnerentwicklung
- 1961: 1040 Einwohner
- 1970: 1166 Einwohner
- 1974: 1211 Einwohner
- 1985: 1295 Einwohner
- 2012: 1535 Einwohner
- 2021: 1586 Einwohner

Von den heutigen 1586 Einwohnern sind 787 weiblich und 799 männlich.

## Sagen
Die Leiberger werden im Volksmund auch Türken genannt und Leiberg als die Türkei. Diese selbstbewusst gepflegte Benennung, aufgrund derer man auch einen Halbmond im Wappen führt, geht auf eine Sage zurück. Die Sage hat offenbar ihre Nahrung Ende des 14. Jahrhunderts gefunden, als ein Ritter Turk von Andepen bei einem lokalen Aufstand mit seinen Leuten das Kloster Hallingsen an der Nette in Schutt und Asche legte. Aus den Männern um Ritter Turk wurden im Sprachgebrauch schnell die Turken oder Türken. Später wuchs das legendäre Kloster Hallingsen zu einem lasterhaften Ort wenig frommer Mönche heran. Die Türkenkriege taten ihr Übriges in der Überhöhung der vermeintlichen Vorkommnisse. Jedenfalls seien, so erzählt man sich heute, die Leiberger „rangegangen wie die Türken“ und hätten die Mönche vertrieben, während die Einwohner der Nachbarorte sich eher durch Feigheit auszeichneten. Dementsprechende Spottnamen haben sie auch heute noch: Die Wünnenberger seien wie die Maikäfer auf die Bäume geklettert und werden daher „Maikawels“ – Maikäfer genannt (nicht von ungefähr ziert ein Maikäfer das neue Stadtlogo von Bad Wünnenberg), während die Hegensdorfer sich vor Angst in die Büsche geschlagen hätten, man nennt sie daher die „Schlehenscheißer“...

## Pestkreuz

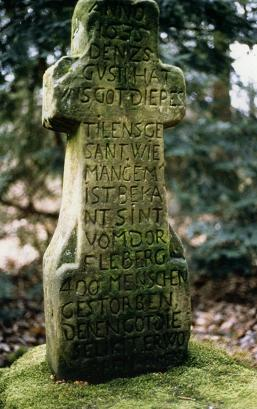
Pestkreuz auf dem Pestfriedhof nahe Leiberg

Pestkreuze sind eine spezielle Form der Steinkreuze und wurden zum Gedenken der Opfer der großen mittelalterlichen und neuzeitlichen Pest-Epidemien errichtet. Dabei trat in Süddeutschland häufig die Pestsäule an die Stelle des Kreuzes.
Ein Beispiel für ein gut erhaltenes steinernes Pestkreuz findet sich auf dem Pestfriedhof im Bürener Staatsforst nahe Leiberg. Die fragmentarische Inschrift (fehlende oder fragliche Buchstaben in Klammern) lautet:
„ANNO 1635 DEN 25. [AV]GVST HAT VNS GOT DIE PESTILENS GESANT. WIE MANGEM IST BEKANT SINT VOM DORF LEBERG 400 MENSCHEN GESTORBEN, DENEN GOT DIE SELIKIT ERWO[RBEN].“